# Îlot Brocus
L'îlot Brocus est une petite île de l'océan Indien située près de la côte sud-est de l'île principale de la république de Maurice. Il est voisin de l'îlot Lafond.